# こびとづかん
『こびとづかん』は、なばたとしたかによりデザインされたキャラクターおよび絵本作品。全身タイツを着たような風貌のコビトを少年が観察するという設定の絵本『こびとづかん』が2006年に長崎出版より発売され、以後シリーズ化。2013年、版権がロクリン社に移る。キャラクターグッズやDVD、ゲームソフトなど各種メディア展開されている。
キャラクター・データバンク主催のライセンシング・オブ・ザ・イヤー2011でグランプリを受賞した。2020年4月時点で絵本のシリーズ累計発行部数は270万部を突破している。

## 書籍
- こびとづかん ISBN 978-4860951085 (2006/05/01)
- こびと大百科 ISBN 978-4860952815 (2008/10/30)
- こびと観察入門(1) ISBN 978-4860954130 (2010/09)
- かく・きる・ぬーるこびとドリル ISBN 978-4860954659 (2011/07)
- ぬりえ　こびとづかん ISBN 978-4896018103 (2011/10/04)
- みんなできーるこびとドリルX ISBN 978-4860954802 (2012/01/25)
- こびとづかんトランプ ISBN 978-4344976481 (2013/02)
- こびと自遊帳 ISBN 978-4907542016 (2013/12/14)
- 新種発見!こびと大研究 ISBN 978-4860955410 (2013/12/14)
- こびと大百科 増補改訂版 ISBN 978-4907542030 (2014/03/15)
- みんなのこびと ISBN 978-4907542047 (2014/04/15)
- こびと観察入門(1) 増補改訂版 ISBN 978-4907542054 (2014/04/15)
- こびとかるた ISBN 978-4907542078 (2014/09/26)
- こびとづかんびっくりおりがみ ISBN 978-4907542122 (2014/12/01)
- ちんしもっこう なぞなぞこびとづかん ISBN 978-4907542108 (2014/12/05)
- こびとメガドリル ISBN 978-4907542153 (2015/03/30)
- はじめてのこびとづかん ファンブック ISBN 978-4091051493 (2015/06/12)
- こびと大図鑑 ISBN 978-4907542177 (2015/06/25)
- こびとづかん ひらめきおりがみ ISBN 978-4907542481 (2017/09/14)
- こびと桃がたり ISBN 978-4907542603 (2018/05/09)
- おでかけポケット図鑑 日本のこびと大全 野原や畑編 ISBN 978-4907542726 (2019/04/23)

## DVD
ポニーキャニオンより発売されているCGアニメーション。映像制作は「ビットワールド」「シャキーン！」(NHK Eテレ) を手がけるディレクションズ。2012年には『こびと劇場』としてワーナー・マイカル・シネマズで劇場公開された。
- こびと観察入門 モモジリ クサマダラ モクモドキ編 ISBN 978-4865290844 (2014/07/25)
- こびと観察入門 ハナガシラ キノコビト バイブスマダラ編 ISBN 978-4865290851 (2014/07/25)
- こびと観察入門 シボリ カワ ホトケ アラシ編
- こびと観察入門 ケダマ ヤマビコ イエ タカラ編
- こびと観察入門 マモリ アマクリ シシャワ編
- こびと観察入門 カブト タケノ ノミビョウタン編

## ゲーム

### ゲームソフト
こびとづかん こびと観察セット
2012年7月26日に日本コロムビアより発売されたニンテンドー3DS用ソフト。
こびとを採集・観察して図鑑をつくりあげていくほか、ニンテンドー3DSのカメラ機能でコビトとの記念撮影や顔写真の合成によるナリキリ体験も出来る。
こびとづかん こびとの不思議 実験セット
2013年12月12日に日本コロムビアより発売されたニンテンドー3DS用ソフト。
ストーリー仕立てのゲーム構成になったほか、収録こびと数や写真用のフレーム・スタンプを増量している。
こびとゲーム大全
2016年10月6日に日本コロムビアより発売されたニンテンドー3DS用ソフト。

### ゲームアプリ
こびとづかん
キューマックスにより2011年9月20日にGREE、同年12月21日にMobage、2012年10月31日にMixiから提供されているソーシャルゲーム。2012年3月7日にはGREEとMobageのスマートフォン版が利用可能になっている。2013年12月25日からentag!でも利用可能。登録会員数が2012年8月3日に100万人を突破した。アイテム課金制。
こびと観察パズル
キューマックスにより2013年7月12日にiOS用に、9月3日にAndroid用に配信されているパズルゲーム。アイテム課金制。

## テレビアニメ
スピンアウト扱いの『ちょびっとづかん』のタイトルで、2016年7月より5分枠のショートアニメとして放送。

### 登場キャラクター

#### メインキャラクター
カクレモモジリ
声 - 島本須美
主人公。おっとり系で冒険が大好きな女の子。体から甘い匂いを出す。問題児でよくトラブルを起こしては、以下の4人を巻き込むが本人は気にしていない。声を担当した島本はナレーションも担当。
リトルハナガシラ
声 - ニーコ
カクレモモジリの友達。関西弁で、気が短く怒りっぽい男の子。
ホトケアカバネ
声 - 平山笑美
同上。敬語で話す、楽天家。5人の中では唯一飛行が可能。
タカラコガネ
声 - 沢城千春
同上。キザでマイペースな外国訛りの口調で話す。
クサマダラオオコビト
声 - 柳橋なつみ
同上。普段はのんびり屋だが、一度焦ると落ち着きのないあわてん坊で汗かき。

#### その他のキャラクター
ベニキノコビト
声 - 荒浪和沙
シボリオオチチ
声 - 津久井彩文

### スタッフ
- キャラクター原案 - なばたとしたか
- 監修 - ロクリン社
- 監督 - カンザキジュン
- 脚本 - 安達元一
- アニメーション制作 - 勝鬨スタジオ
- 音響監督 - 鹿志村聡
- 音響効果 - 古谷友二（スワラ・プロ）
- 音響制作 - スペルバウンド
- 製作 - アスミック・エース、MMDGP、住友商事、キッズステーション、西鉄エージェンシー、フタバ、スペルバウンド

### 主題歌
オープニングテーマ「I Like It」
歌 - TEMPURA KIDZ
シーズン2 主題歌「クレイジーコースター」
歌 - ぐーちょきぱー 

### 各話リスト
| 話数 | サブタイトル                       |
| ---- | ---------------------------------- |
| 1話  | ちょびっとたちの冒険               |
| 2話  | 幸運のホトケアカバネ               |
| 3話  | カクレモモジリ占い！？             |
| 4話  | 気にするネガティブ                 |
| 5話  | リトルハナガシラがアブダクション   |
| 6話  | ちょびっとのちいさーい悩み         |
| 7話  | シボリオオチチを守れ！             |
| 8話  | 喧嘩が止まらない！？               |
| 9話  | ちょびっと達のかくれんぼ           |
| 10話 | 狙われたタカラコガネ               |
| 11話 | ホトケアカバネはずっと浮いている？ |
| 12話 | 大きなごちそうの行方！             |
| 13話 | 虫を捕まえる！                     |
| 14話 | ちょびっと川くだり                 |
| 15話 | ちょびっと総選挙                   |
| 16話 | カクレモモジリ、ホントは良い奴説？ |
| 17話 | カクレモモジリがダイエット！？     |
| 18話 | 伝説のモモ、発見！？               |
| 19話 | それぞれのトウチン活用術！         |
| 20話 | ちょびっと上手な仲直り！           |
| 21話 | 人気者になりたい！                 |
| 22話 | 脱皮したい！                       |
| 23話 | トウチンが取れた！？               |
| 24話 | 100回目のしゃっくり                |
| 25話 | リトルハナガシラの過去             |
| 26話 | シボリオオチチを笑わせろ！         |
| 27話 | 素敵なランチ                       |
| 28話 | お金で解決！？                     |
| 29話 | 入れ替わっちゃった！？             |
| 30話 | ちょびっと共同生活                 |
| 31話 | オオカミで危機一髪！               |
| 32話 | ついてるクサマダラ！？             |
| 33話 | ちょびっとゾンビ                   |
| 34話 | ローラー捜索大作戦                 |
| 35話 | 仲間を知ったベニキノコビト         |
| 36話 | 金のモモ銀のモモ                   |
| 37話 | ダウジングで伝説の桃探し！？       |
| 38話 | ホトトギスは何て鳴く？             |
| 39話 | モモの寝ている間に…                |
| 40話 | ホトケアカバネの修行               |
| 41話 | ついに見つけた！？伝説のモモ       |
| 42話 | 混ぜれば混ぜるほど…                |
| 43話 | ビッグドリーマー                   |
| 44話 | 抜き打ち検査                       |
| 45話 | 美味しい罠                         |
| 46話 | 仲良くなりたい                     |
| 47話 | ちょびっと相撲                     |
| 48話 | ハナガシラの一発ギャグ             |
| 49話 | こわ〜いお約束                     |
| 50話 | バンドやろうぜ！                   |
| 51話 | ちょびっとお花見                   |
| 52話 | ママになったカクレモモジリ         |

### 放送局
| 放送期間        | 放送時間                     | 放送局             | 対象地域   | 備考                                   |
| --------------- | ---------------------------- | ------------------ | ---------- | -------------------------------------- |
| 2016年7月3日 -  | 日曜 20:55 - 21:00           | キッズステーション | 日本全域   | CS放送/製作委員会参加/リピート放送あり |
| 2016年7月7日 -  | 木曜 21:55 - 22:00           | TOKYO MX           | 東京都     |                                        |
| 2016年7月12日 - | 火曜 1:34 - 1:39（月曜深夜） | テレビ金沢         | 石川県     | 作者の出身地                           |
| 2016年7月16日 - | 日曜 不定期（土曜深夜）      | 関西テレビ         | 近畿広域圏 | 『音エモン』内                         |
| 2016年9月1日 -  | 金曜 0:54 - 0:59（木曜深夜） | 福島中央テレビ     | 福島県     |                                        |
| 2016年10月1日 - | 土曜 1:30 - 1:40（金曜深夜） | 中京テレビ         | 中京広域圏 | 『しばさきのちょびっとChuun』内        |
| 2016年10月6日 - | 木曜 11:25 - 11:30           | 山口放送           | 山口県     |                                        |